# William L. Rathje
William Laurens Rathje (* 1945 in South Bend, Indiana; † 24. Mai 2012 in Tucson, Arizona) war ein US-amerikanischer Archäologe und gilt als Begründer der Garbologie, dem archäologischen Studium von Müll.

## Leben
Rathje wuchs in Wheaton, Illinois auf. Er studierte Anthropologie an der University of Arizona und erhielt dort 1967 einen Bachelor of Arts. Anschließend setzte er im Zuge eines National Science Foundation Graduate Fellowship sein Studium an der Harvard University fort und promovierte dort 1971 bei Gordon R. Willey mit der Dissertation Lowland Classic Maya Socio-Political Organization: Degree and Form Through Time and Space. Noch im selben Jahr wurde er Assistant Professor an der University of Arizona, das Angebot, hier tätig zu werden, hatte er bereits 1970 bekommen.
Zu Beginn seiner akademischen Karriere beschäftigte sich Rathje mit der archäologischen Erforschung Mesoamerikas und richtete sein Hauptaugenmerk auf die Kultur der Maya. Von 1972 bis 1973 war er zusammen mit Jeremy A. Sabloff einer der beiden Co-Direktoren des Cozumel Archaeological Project, welches von der National Geographic Society gefördert wurde. Die hier erzielten Forschungsergebnisse konnten Cozumel als wichtiges Handelszentrum für Yucatán identifizieren.
1973 startete Rathje das Garbage Project. Seine Studenten sammelten hierbei Abfälle aus verschiedenen Bezirken Tucsons und korrelierten diese mit den Census-Daten der Stadt. Nachdem sich hieraus überraschende Erkenntnisse ergaben, kam Rathje zu dem Schluss, dass es möglich sein sollte, Techniken aus der klassischen Archäologie, welche bei Ausgrabungen in großem Umfang weggeworfene Gegenstände zu Tage förderte, zur Untersuchung von Abfällen der zeitgenössischen Gesellschaft anzuwenden, um so Rückschlüsse über diese zu ziehen. Rathje begann weitere Freiwillige und Geldgeber zu suchen sowie eine geeignete Methodologie zu entwickeln. Aus seinen Bemühungen sollte sich später die Disziplin der Garbologie entwickeln. Nach anfänglichen Schwierigkeiten Geldgeber zu finden und Kritik einiger Archäologen, die Untersuchung zeitgenössischer Abfälle würde sich nicht als archäologische Feldforschung qualifizieren, gelang es ihm, einen Zuschuss des Landwirtschaftsministeriums zu erhalten und mit der Stadtverwaltung von Tucson zusammenzuarbeiten.
Ab 1987 wandte er sich der Untersuchung von Deponien zu und führte Tiefenbohrungen auf selbigen durch, erst in Arizona dann landesweit. Rathjes Untersuchungen brachten eine Vielzahl neuer Erkenntnisse über die Müllentsorgungsgewohnheiten der Gesellschaft und offenbarten, dass bisherige Annahmen über die Zusammensetzung und Zersetzung von auf diese Weise entsorgtem Müll sich als falsch erwiesen. Die erzielten Erfolge ließen das Projekt in den nächsten drei Jahrzehnten, nicht nur über die Landesgrenzen hinaus, weiter wachsen. Über die Grenzen der Archäologie hinweg kam es zu interdisziplinärer Zusammenarbeit und Auswirkungen auf die Abfallwirtschaft.
1990 erhielt Rathje für seine Arbeit den Award for Public Understanding of Science and Technology der American Association for the Advancement of Science. 1992 erhielt er den Solon T. Kimball Award for Public and Applied Anthropology der American Anthropological Association. 2000 erfolgte seine Emeritierung an der University of Arizona. Er wurde nun als research fellow für Archäologie und consulting professor für Anthropologie an der Stanford University tätig. 2010 kehrte er nach Tucson zurück.
Neben zahlreichen wissenschaftlichen Veröffentlichungen war er 1992, zusammen mit dem bei der Zeitschrift The Atlantic tätigen Herausgeber Cullen Murphy, auch Autor des populärwissenschaftlichen Buches Rubbish! The Archaeology of Landfills.

## Veröffentlichungen (Auswahl)
Bücher
- mit Jeremy A. Sabloff (Hrsg.): A Study of Changing Pre-Columbian Commercial Systems: The 1972-1973 Seasons at Cozumel, Mexico. (1975, Monographs of the Peabody Museum, No. 3)
- mit Michael B. Schiffer: Archaeology. (1982, Harcourt Brace Jovanovich)
- mit Cullen Murphy: Rubbish! The Archaeology of Garbage. (1992, HarperCollins, New York)
- mit Michael Shanks, Christopher Witmore (Hrsg.): Archaeology in the Making: Conversations Through a Discipline. (2013, Routledge, New York.)

Artikel
- mit Jeremy A. Sabloff: Ancient Maya Commercial Systems: A Research Design for the Island of Cozumel, Mexico in World Archaeology 5, 1973, S. 221–231
- The Garbage Project: A New Way of Looking at the Problems of Archaeology. in Archaeology 27, 1974, S. 236–241
- The Garbàge Decade. in American Behavioral Scientist 28, 1984,: S. 9–29
- mit W. W. Hughes, D. C. Wilson, M. K. Tani, G. H. Archer, R. G. Hunt, T. W. Jones: The Archaeology of Contemporary Landfills. In American Antiquity 57, 1992, S. 437–447
- mit Joseph M. Suflita, Charles P. Gerba, Robert K. Ham, Anna C. Palmisano,  Joseph A. Robinson: The world's largest landfill. In Environmental Science & Technology 26, 1992, S. 1486–1495 doi:10.1021/es00032a002